# Лефлор (округ, Оклахома)
Шаблон:StateAbbr_ 34°54′ пн. ш. 94°42′ зх. д. / 34.9° пн. ш. 94.7° зх. д.
Округ  Лефлор (англ. Le Flore County) — округ (графство) у штаті  Оклахома, США. Ідентифікатор округу 40079.

## Історія
Округ утворений 1907 року.

## Демографія
За даними перепису 
2000 року 
загальне населення округу становило 48109 осіб, зокрема міського населення було 14797, а сільського — 33312.
Серед мешканців округу чоловіків було 23968, а жінок — 24141. В окрузі було 17861 домогосподарство, 13201 родин, які мешкали в 20142 будинках.
Середній розмір родини становив 3,05.
Віковий розподіл населення поданий у таблиці:
| Стать    | До 15 років | 15-21 | 22-29 | 30-39 | 40-49 | 50-65 | 65-85 | Понад 85 |
| -------- | ----------- | ----- | ----- | ----- | ----- | ----- | ----- | -------- |
| Чоловіки | 5245        | 2751  | 2524  | 3331  | 3390  | 3930  | 2520  | 277      |
| Жінки    | 5083        | 2407  | 2242  | 3166  | 3346  | 4079  | 3228  | 590      |

## Суміжні округи
- Секвоя — північ
- Себастьян, Арканзас — північний схід
- Скотт, Арканзас — схід
- Полк, Арканзас — південний схід
- Маккертен — південь
- Пушматага — південний захід
- Латімер — захід
- Гаскелл — північний захід

## Виноски
1. ↑  U.S. Decennial Census. United States Census Bureau. Архів оригіналу за 19 липня 2018. Процитовано 21 лютого 2015.
2. ↑  Historical Census Browser. University of Virginia Library. Архів оригіналу за 11 серпня 2012. Процитовано 21 лютого 2015.
3. ↑  Forstall, Richard L., ред. (27 березня 1995). Population of Counties by Decennial Census: 1900 to 1990. United States Census Bureau. Архів оригіналу за 19 лютого 2015. Процитовано 21 лютого 2015.
4. ↑  Census 2000 PHC-T-4. Ranking Tables for Counties: 1990 and 2000 (PDF). United States Census Bureau. 2 квітня 2001. Архів оригіналу (PDF) за 18 грудня 2014. Процитовано 21 лютого 2015.
5. ↑  State & County QuickFacts. United States Census Bureau. Архів оригіналу за 6 червня 2011. Процитовано 9 листопада 2013.(англ.) Наведено за англійською вікіпедією.
6. ↑  American FactFinder. Бюро перепису населення США. Архів оригіналу за 26 лютого 2012. Процитовано 31 січня 2008.

| США | Це незавершена стаття з географії США. Ви можете допомогти проєкту, виправивши або дописавши її. |